# 陳汝璧
陳汝璧（1556年—1598年），字立甫，號大酉，湖廣承天府沔陽州人，民籍，明朝政治人物。

## 生平
萬曆十年（1582年）壬午科湖廣鄉試第五十三名，萬曆十一年（1583年）癸未科會試第八十六名，登三甲第十六名進士。户部觀政，本年授浙江绍兴府推官，十七年行取，迁礼部儀制司主事，十八年以侍养父母辞官归。二十年調簡，二十二年起補河间府推官，二十三年父喪丁憂，服闋，二十六年除补饶州府推官，卒于官。著有《兰省集》、《隐园诗》。

## 家族
曾祖陳泮，贈承德郎兵部主事；祖父陳栢，曾任山西按察司副使進階中議大夫；生父陈文燮，光禄寺監事，生母謝氏。嗣父陳文燭，曾任布政司參政、南京大理寺卿。嗣母童氏（封恭人）。具庆下。一女字郭正域之子郭文封，未嫁而亡。